# Coelosphaera peltata
Coelosphaera peltata är en svampdjursart som först beskrevs av Topsent 1904.  Coelosphaera peltata ingår i släktet Coelosphaera och familjen Coelosphaeridae. Inga underarter finns listade i Catalogue of Life.